# Chu Dị (Tam Quốc)
Chu Dị (chữ Hán: 朱异, ? – 257), tên tự là Quý Văn, người huyện Ngô, quận Ngô, là tướng lĩnh nhà Đông Ngô đời Tam Quốc trong lịch sử Trung Quốc.

## Cuộc đời và sự nghiệp

### Văn tài nức tiếng, xuất thân cửa tướng
Ông cùng tuổi với Trương Thuần (con Trương Đôn), Trương Nghiễm, cả ba đều nổi tiếng có văn tài từ nhỏ. Khi trưởng thành, nhờ cha là Chu Hoàn có công mà được làm Lang.
Năm Gia Hòa thứ 6 (237), nhân Chu Hoàn xưng bệnh mà về Kiến Nghiệp chữa trị, Chu Dị được phong làm Kỵ đô úy, tạm lãnh bộ khúc. Năm sau (238), Hoàn mất, ông được kế thừa bộ khúc và tước vị Gia Hưng hầu của cha.

### Bảo vệ biên thùy, chống quân Tào Ngụy
Năm Xích Ô thứ 4 (241), Chu Dị theo Chu Nhiên đánh Phàn Thành của nhà Tào Ngụy, hiến kế phá ngoại vi của thành, trở về được bái làm Thiên tướng quân. Lư Giang thái thú Văn Khâm của Ngụy đặt bản doanh ở Lục An, đặt nhiều đồn trại, án giữ nơi hiểm yếu, nhằm chiêu dụ người Ngô, hòng xâm phạm biên thùy. Ông tự soái 2000 thủ hạ, bất ngờ tập kích phá đi 7 đồn, chém mấy trăm thủ cấp, được thăng Dương vũ tướng quân. Tôn Quyền cùng Dị bàn luận việc tấn công nước Ngụy, đối đáp rất hợp ý. Quyền nói chú của ông là Phiêu kỵ tướng quân Chu Cứ rằng: "Vốn biết Quý Văn có nhiều dự định, gặp rồi lại thấy còn hơn những gì nghe được."
Năm thứ 13 (250), Văn Khâm trá hàng, gửi mật thư cho Dị, muốn ông đi đón. Dị dâng thư lên Tôn Quyền, cho rằng đây là gian kế. Quyền lệnh cho ông cùng Lã Cứ đưa 2 vạn quân lên bắc để đón, nhưng phải phòng bị cẩn thận, Khâm quả nhiên không hàng.

### Bắc tiến thất bại, chết vì quyền thần
Năm Kiến Hưng đầu tiên (252), được thăng Trấn nam tướng quân. Tướng Ngụy là bọn Hồ Tuân, Gia Cát Đản tiến đánh Đông Hưng, Dị đốc thủy quân phá hủy cầu nổi, quân Ngụy tan vỡ. Năm sau, theo thái phó Gia Cát Khác vây Tân Thành. Quân Ngô mãi không hạ được thành, ông cùng chư tướng đều nói nên nhanh chóng quay về Dự Chương, tập kích thành Thạch Đầu, không quá vài ngày thì chiếm được. Khác viết thư giảng giải cho Dị, ông ném thư xuống đất nói: "Không dùng kế của ta, mà theo lời của thằng Hề!"  Khác cả giận, lập tức đoạt lấy quân đội của Dị, ông bèn bỏ về Kiến Nghiệp.
Năm Thái Bình thứ 2 (257), Gia Cát Đản phản Ngụy, đề nghị Đông Ngô liên minh. Chu Dị được phong làm Giả tiết, Đại đô đốc, lãnh binh cứu Gia Cát Đản, giải vây Thọ Xuân, thất bại quay về. Quyền thần Tôn Lâm mời gặp mặt, Lục Kháng can ngăn, ông nói: "Tử Thông (tên tự của Tôn Lâm) chỉ là tên đầy tớ, có gì phải lo?" bèn đi. Tôn Lâm sai lực sĩ bắt Chu Dị ngay tại chỗ ngồi, ông nói: "Ta là trung thần của nước Ngô, nào có tội gì?" rồi bị kéo ra ngoài sát hại.